# Süper Lig
Turecka Superliga Piłkarska (tur. Türkiye 1. super futbol ligi) – najwyższa w hierarchii klasa męskich ligowych rozgrywek piłkarskich w Turcji, będąca jednocześnie najwyższym szczeblem centralnym (I poziom ligowy), utworzona w 1959 roku i od samego początku zarządzana przez Turecki Związek Piłki Nożnej (TFF). Zmagania w jej ramach toczą się cyklicznie (co sezon) i przeznaczone są dla 18 najlepszych krajowych klubów piłkarskich. Jej triumfator zostaje Mistrzem Turcji, zaś najsłabsze drużyny są relegowane do 1. Lig (II ligi tureckiej).

## Historia
Mistrzostwa Turcji w piłce nożnej rozgrywane są od 1924 roku. Niejednokrotnie zmieniał się format rozgrywek. W 1959 została założona Millî Lig, rozgrywki której wystartowały po raz pierwszy w sezonie 1959. W sezonie 1963/64 liga zmieniła nazwę na 1. Lig. W sezonie 2001/02 liga została przemianowana na Süper Lig.

## System rozgrywek
Obecny format ligi zakładający brak podziału na grupy obowiązuje od sezonu 1959/60.
Rozgrywki składają się z 34 kolejek spotkań rozgrywanych pomiędzy drużynami systemem kołowym. Każda para drużyn rozgrywa ze sobą dwa mecze – jeden w roli gospodarza, drugi jako goście. Od sezonu 1994/95 w lidze występuje 18 zespołów. W przeszłości liczba ta wynosiła od 6 do 20. Drużyna zwycięska za wygrany mecz otrzymuje 3 punkty (do sezonu 1986/87 2 punkty), 1 za remis oraz 0 za porażkę.
Zajęcie pierwszego miejsca po ostatniej kolejce spotkań oznacza zdobycie tytułu Mistrzów Turcji w piłce nożnej. Mistrz Turcji zdobywa prawo gry w Lidze Mistrzów UEFA. Druga drużyna zdobywa prawo uczestniczenia w fazie Play-off Ligi Mistrzów. Trzecia oraz czwarta drużyna zdobywają możliwość gry w Lidze Europy UEFA. Również zwycięzca Pucharu Turcji startuje w fazie grupowej Lidze Europy lub, w przypadku, w którym zdobywca krajowego pucharu zajmie miejsce w czołowej dwójce ligi – możliwość gry w eliminacjach do Ligi Europy otrzymuje również piąta drużyna klasyfikacji końcowej. Zajęcie 3 ostatnich miejsc wiąże się ze spadkiem drużyn do 1. Lig.
W przypadku zdobycia tej samej liczby punktów, klasyfikacja końcowa ustalana jest na podstawie wyniku dwumeczu pomiędzy drużynami, w następnej kolejności w przypadku remisu – na podstawie różnicy bramek w pojedynku bezpośrednim, następnie na podstawie ogólnego bilansu bramkowego osiągniętego w sezonie, większej liczby bramek zdobytych oraz w ostateczności za pomocą losowania.

## Skład ligi w sezonie 2025/26
| Uczestnicy poprzedniej edycji | Uczestnicy poprzedniej edycji | Uczestnicy poprzedniej edycji | Uczestnicy poprzedniej edycji |
| --- | ----------------------------- | ----------------------------- | ----------------------------- |
| GAL | Galatasaray SK                | Stambuł                       | 1                             |
| FEN | Fenerbahçe SK                 | Stambuł                       | 2                             |
| SAM | Samsunspor                    | Samsun                        | 3                             |
| BES | Beşiktaş JK                   | Stambuł                       | 4                             |
| BAŞ | İstanbul Başakşehir           | Stambuł                       | 5                             |
| EYÜ | Eyüpspor                      | Stambuł                       | 6                             |
| TRA | Trabzonspor                   | Trabzon                       | 7                             |
| GÖZ | Göztepe                       | Izmir                         | 8                             |
| ÇAY | Çaykur Rizespor               | Rize                          | 9                             |
| KAS | Kasımpaşa SK                  | Stambuł                       | 10                            |
| KON | Konyaspor                     | Konya                         | 11                            |
| GAZ | Gazişehir Gaziantep           | Gaziantep                     | 12                            |
| ALA | Alanyaspor                    | Alanya                        | 13                            |
| KAY | Kayserispor                   | Kayseri                       | 14                            |
| ANT | Antalyaspor                   | Antalya                       | 15                            |
| Spadek z Süper Lig 2024/25 |                               |                               |                               |
| BOD | Bodrum                        | Bodrum                        | 16                            |
| SIV | Sivasspor                     | Sivas                         | 17                            |
| HAT | Hatayspor                     | Antiochia                     | 18                            |
| ADE | Adana Demirspor               | Adana                         | 19                            |
| Awans z 1. Lig 2024/25 |                               |                               |                               |
| KOC | Kocaelispor                   | İzmit                         | 1                             |
| GEN | Gençlerbirliği SK             | Ankara                        | 2                             |
| po barażach |                               |                               |                               |
| FKA | Fatih Karagümrük              | Stambuł                       | 3                             |
| Oznaczenia: - kolumna pierwsza – skróty nazw drużyn, - kolumna trzecia – siedziba klubu, - kolumna czwarta – miejsce zajęte w poprzednim sezonie. |                               |                               |                               |

## Statystyka

### Tabela medalowa
Mistrzostwo Turcji zostało do tej pory zdobyte przez 6 różnych drużyn. 6 z nich zostało mistrzami od wprowadzenia obecnych zasad rozgrywek od sezonu 1959.
Stan po zakończeniu sezonu 2023/2024.
| Lp. | Klub                | Miejsca na podium | Miejsca na podium | Miejsca na podium |    |    |
| --- | ------------------- | ----------------- | ----------------- | ----------------- | -- | -- |
| Lp. | Klub                | 1.                | Galatasaray SK    | 24                | 11 | 16 |
| 2   | Fenerbahçe SK       | 19                | 25                | 8                 |    |    |
| 3   | Beşiktaş JK         | 16                | 14                | 14                |    |    |
| 4   | Trabzonspor         | 7                 | 9                 | 9                 |    |    |
| 5   | İstanbul Başakşehir | 1                 | 2                 | 1                 |    |    |
| 6   | Bursaspor           | 1                 | 0                 | 1                 |    |    |
| 7   | Eskişehirspor       | 0                 | 3                 | 2                 |    |    |
| 8   | Adanaspor           | 0                 | 1                 | 0                 |    |    |
| 8   | Sivasspor           | 0                 | 1                 | 0                 |    |    |
| 10  | Altay               | 0                 | 0                 | 2                 |    |    |
| 10  | Gaziantepspor       | 0                 | 0                 | 2                 |    |    |
| 10  | Gençlerbirliği      | 0                 | 0                 | 2                 |    |    |
| 10  | Samsunspor          | 0                 | 0                 | 2                 |    |    |
| 14  | Boluspor            | 0                 | 0                 | 1                 |    |    |
| 14  | Göztepe             | 0                 | 0                 | 1                 |    |    |
| 14  | Malatyaspor         | 0                 | 0                 | 1                 |    |    |
| 14  | Zonguldak Kömürspor | 0                 | 0                 | 1                 |    |    |
| 14  | Konyaspor           | 0                 | 0                 | 1                 |    |    |

## Historia tureckich pucharów
| Nazwa pucharu (jęz. ang.)                    | Galatasaray | Fenerbahçe | Besiktas | Trabzonspor |
| Turkish League Championships                 | 41          | 28         | 30       | 16          |
| Turkish Super Cup                            | 16          | 9          | 8        | 9           |
| Chancellor Cup                               | 5           | 8          | 6        | 5           |
| National Heap                                | 1           | 6          | 3        | 0           |
| Atatürk Cup                                  | 0           | 2          | 1        | 0           |
| 50th anniversary cup                         | 1           | 0          | 0        | 0           |
| Spor-Toto Cup                                | 0           | 1          | 4        | 0           |
| Istanbul League                              | 15          | 16         | 13       | 0           |
| Istanbul Turkish Training Association League | 0           | 0          | 2        | 0           |
| Sunday League                                | 0           | 0          | 1        | 0           |
| Istanbul Shield                              | 1           | 4          | 1        | 0           |
| Istanbul Cup                                 | 2           | 1          | 2        | 0           |
| Union Club Cup                               | 1           | 0          | 0        | 0           |
| TSYD Cup                                     | 12          | 12         | 12       | 2           |
| Fleet Cup                                    | 0           | 4          | 1        | 0           |
| Atatürk Gazi Cup                             | 1           | 0          | 0        | 0           |
| Obi Cup                                      | 1           | 0          | 0        | 0           |
| Antalya Cup                                  | 3           | 2          | 2        | 0           |
| İnternational Champions Cup                  | 1           | 0          | 0        | 0           |
| Uhren Cup                                    | 1           | 0          | 1        | 0           |
| FIFA Millenium Cup                           | 1           | 0          | 0        | 0           |
| Emirates Cup                                 | 1           | 0          | 0        | 0           |
| Balkans Cup                                  | 0           | 1          | 0        | 0           |
| UEFA Cup                                     | 1           | 0          | 0        | 0           |
| Super Cup                                    | 1           | 0          | 0        | 0           |
| Champions League Cup                         | 0           | 0          | 0        | 0           |
| Razem                                        | 106         | 94         | 87       | 31          |